# Bandais
Der Bandais ist ein Fluss in Frankreich, der im Département Allier in der Region Auvergne-Rhône-Alpes verläuft. Er entspringt im Gemeindegebiet von Tronget, entwässert generell Richtung Südost und mündet nach rund 32 Kilometern im Gemeindegebiet von Cosne-d’Allier als rechter Nebenfluss in die Aumance. In seinem Unterlauf bildet er den Stausee Plan d’Eau de Vieure, auf dem ein Freizeitzentrum entstanden ist.

## Orte am Fluss
(Reihenfolge in Fließrichtung)
- Buxières-les-Mines
- Vieure